# 松 (ワープロ)
松（まつ）とは、管理工学研究所が開発したMS-DOSで動作する日本語ワープロソフト（パーソナルコンピュータのアプリケーションソフトウェア）。名前の由来は「松竹梅」の「松」より。パソコン普及初期にジャストシステムの一太郎と人気を二分し、一太郎のシェア拡大以後も軽快な動作や高度なカスタマイズ機能を目玉に開発・販売が続いた。パーソナルコンピュータのオペレーティングシステムの主力がMicrosoft Windowsに移行した後、ユーザーは他のワープロソフトに移行した。
「松」の変換機能を独立させた日本語入力フロントプロセッサ「松茸」とシェアウェアとして発表された松風についても記述する。

## 「松」の歴史

### 松（コードネーム竹・初代）
1983年7月、日本電気のPC-9801用日本語ワードプロセッサ、その名も「日本語ワードプロセッサ」を発売。社内でのコードネームは「竹」だった。この時期の日本語ワープロソフトは、各社のソフトウェア名称がそのまま「日本語ワードプロセッサ」として発売されており、「管理工学の日本語ワードプロセッサ」などとメーカー名を付けて呼ぶことが多かった。特徴としては、ワープロソフトに実装されていた日本語入力システムのかな漢字変換機能が当時一般的だった熟語変換から一歩進んで文節変換をサポートしたこと、初代PC-9801の128KBという少ないメインメモリで印刷スプーリング機能などを備えるなどの利用性の良さ、動作が軽快であったことが挙げられた。当時の有力な競合ソフトである日本コンピュータ設計の「漢神」やアイ企画の「文筆Ver.II」の価格が6万円以下であったことに比べ、管理工学研究所の日本語ワードプロセッサは12万円（8インチフロッピーディスク版）と高価であったが、それでも当時のワープロ専用機に比べれば費用対効果が優れていたことと、高機能や動作の軽快さが好評を得た。なお、「文筆Ver.II」から松へのファイルコンバータが存在した。
1983年12月、単語辞書の収録数や機能を増やした新バージョンが「松」として発売。廉価版として「梅」（価格6万8000円）も同時に発売。「松」は価格が12万8000円（8インチフロッピーディスク版）と高価にも関わらず人気を博した。人気は「松」に集中し、当初は主流になることを見込んで発売された廉価版の「梅」は翌年に販売を終了した。「松」は1983年12月の発売から1年間で1万5000本を売り上げてパソコン用日本語ワープロソフトのベストセラーになった。
管理工学研究所が高機能かつ軽快なワープロソフトを開発できたのは、同社が1960年代末より電子式写植機やメインフレーム向けに日本語組版システムの構築を手がける中でノウハウを蓄積してきた為であった。また、管理工学研究所は日本電気がN88-BASICをPC-9801用に開発する作業を手伝っていたことがあり、PC-9801の内部に精通していた。BASIC版と言われた「松」は、実際にはPC-9801本体内蔵のBASICは使わず、CP/M-86向けのアセンブリ言語を利用して専用のBASICを開発し、ワープロソフトの起動と同時に専用のBASICインタープリタも一緒に読み込まれるようにしていた。128KBのメモリを最大限利用するため半分の64KBを文書のデータエリアとして、残りをOSなどプログラム本体で使う設計になっていた。このPC-9801に特化した設計によって軽快な動作を実現した。1984年頃、アスキーマイクロソフトに出向していた古川享がMS-DOS対応の「松」を開発するよう管理工学研究所に依頼したものの当初は断っている。MS-DOSを利用すると、OSのメモリ占有量が従来に比べておおよそ50KBから60KB多くなる等の事情があった。後述する「松85」でMS-DOSへ対応することになる。
当時のソフトウェアの多くと同様コピープロテクトが掛けられていたが、特に本製品は強力なコピープロテクトがかけられていた。
コピープロテクトの是非をめぐり「ソフト情報」誌で議論が交わされた。「ソフト情報」誌での管理工学研究所の反論は、「ソフトウェアは壊れやすく、壊れたらその間業務が停止する。だからバックアップをというが、ハードウェアは大丈夫なのか。ソフトウェアだけバックアップを付けるという主張は、ソフトウェア軽視であり、本当に大事な業務なら、ハードウェアもバックアップ機器をもう1セット用意して運用するもの。それほど大事な業務であればソフトをもう1本買うことをなぜ惜しむのか。こちらからは直ちに代替品を送る体制がある。それではなぜダメなのか。ハードウェアが壊れたときと同等の保守体制を敷いても、なぜソフトウェアだけは、こういう要求をされるのかわからない」というもので、これを批判する者も多かった。後述する「新松」以降はコピープロテクトは施されなかった。

### 松85
1985年、MS-DOS上で稼動する「松85」を発売。BASIC版も併売する。また、PC-98XA（ハイレゾモード専用機）向けに「松XA」を発売した。しかし、同年にジャストシステムが発売した「jx-WORD太郎」および「一太郎」は「松」に劣らない機能を5万8000円という戦略的価格で供給した。
日本ソフトバンクの孫正義は「松」を流通で取り扱うべく管理工学研究所を訪れたが、日本ソフトバンクの提示した中間マージンが極めて高かったため同社は取り合わなかったという。「松」の販路となることに失敗した日本ソフトバンクは、同社の流通としてワープロソフトを売り出すためジャストシステムの「一太郎」を発掘し全面的に売り出した。利幅が小さい「一太郎」は「松」を扱っていた流通会社から敬遠された中、日本ソフトバンクが「一太郎」を流通ルート拡大の対抗馬として担ぎ上げ、やがて「松」は「一太郎」にシェアを明け渡すことになった。

### 松86
1986年にマイナーチェンジ版の「松86」を値下げして発売。この時から日本語入力システムが独立し「松茸86」となる。「松茸86」は、Lotus 1-2-3日本語版の最初のバージョン（リリース2J）からバンドルされていた。
同年にジャストシステムが発売した「一太郎Ver.2」（通称、新一太郎）は初年度で約6万本を売り上げる大ヒットになった。装飾機能など部分的には「一太郎」の方が優れていたが、処理速度は劣っていた。管理工学研究所の方が技術的に上と見る者もいた。しかし、この頃になるとパソコンを高度に活用する上級者よりも専ら日本語ワープロの利用を目的にパソコンを購入した初心者層が増え、管理工学研究所の志向と市場のニーズとの間にズレが生じ始めた。

### 新松・n松
- 1987年、一から再設計した「新松」を発売。このバージョンから、ユーザーから不評だったコピープロテクトを廃止、操作体系が見直されカットアンドペーストを基本とした。
  - マウスにも対応した。スクロールは、マウスを前後へドラッグすることにより実現可能で、当時のMacintoshの操作と同様であった。
- アセンブリ言語で記述する開発環境は変わっておらず[10]、ライバルの「一太郎」に比べて軽く動作するソフトになった[10]（なお、同梱のグラフィックソフト「鶴」等はC言語で開発）。また、引き続き文字修飾などの見栄えよりも長大な文書を効率よく入力することを目指した開発がされており、他のワープロソフト比べエディタとしての機能を充実、カスタマイズ機能もキーアサインや画面上のインターフェースの色などが好みに合わせ変更できるようになった。また、マクロや「索引作成」機能も実装された（1987年当時の他社製ワープロソフトでは実装しているものは少ない）。さらに、縮小文字（8ドット）による編集モードも追加された。
  - 「軽さ」について（要求メインメモリは512KB）、中村正三郎は「『松』FESです」（エディタの「MIFES」のもじり）と説明した。
    - 同年（1987年）7月に発売されたジャストシステムの「一太郎 Ver.3」は、要求メインメモリが640KBであり、後発となった「新松」の方が要求メインメモリは少ない。
    - テキスト画面を用いない高精細モードは、他社のワープロソフトに比べ高速であった。PC-9800シリーズの白黒グラフィックモードで動作させていたことが大きい。見た目がカラーになるのは白黒グラフィックにテキスト属性（色など）を加えるとカラーになるPC-9800シリーズの機能に拠っている (BIOS(int 18h))。白黒グラフィックモードが削除（BIOS(int 18h)の機能を一部削除）されたPC-9821Xa/WやRaシリーズでは意図した表示にならない。

  - カスタマイズ機能は表のメニューに出ておらず、CONFIG.K3というファイルで機能番号などを記述する仕様である。サンプルファイル（SAMPLE.K3ファイル）は用意されているが、これを読み理解してから作成する必要があった。カスタマイズファイルについては通常「新松」起動時にCONFIG.K3ファイルを読み、実行時のオプションで別ファイルを指定することも可能であった。なお、CONFIG.K3ファイルでマクロの記述も可能である。
    - カスタマイズ機能は日経MIXのword/matu会議室の100番目の書き込み「ユーザーに自由を!」というメッセージが発端になって作られた。このメッセージは、エディタにカスタマイズ機能を備えたものが多いのに対しワープロソフトは自由度に欠ける」ことを訴えたもので、開発者たちも共感したがサポートのことを考えると躊躇した。しかし「清水の舞台から飛び降りる決心」でカスタマイズ機能を整備したという（『The BASIC』1988年4月号）。その後わずか数日でカスタマイズ機能の実装が完了したという。
- 日本語入力システムは「松茸V2」として添付されたが[10]、こちらも辞書の基本登録単語も一部を除けば削除・変更できるなど自由度が高かった。このため、作家や翻訳家などの間で本製品を熱心に支持する例が見られた（「関係書籍」の欄を参照）。
- β版をパソコン通信「日経MIX」などを通じて希望者に無償配布しバグや使用感などをフィードバックするという試みを始めた。当時の大手ソフトウェアベンダとしては珍しかった。
  - 新松以降の「松」や「桐」などでも同様に開発途上版を配布し、フィードバックするようになった。
- 当時のワープロソフトは自社の日本語入力システム決めうちで設計されていたが「新松」は「松茸」だけでなく他社のATOKやVJE等も利用できるよう改められている[10]。ただし、多くの機能は「松茸」に密接に依存しているため「松茸」以外の日本語入力システムでは使い勝手が悪かった。
- 「新松」は管理工学研究所にしては不具合が多く、正規のマニュアルも発売日までに間に合わず経典のような簡略化したマニュアルが添付された。「お経マニュアル」と呼称されたが、後に登録ユーザーには正規のマニュアルや修正版のディスク「新松パワーアップディスク」が配布された。このディスクの中にはカスタマイズファイルの例が入ったフロッピィディスクが配布されWordStar風、emacs風、MIFES風、一太郎風（『松太郎』と呼称）等にすることができた。
- 「新松」から、使用しているパソコン・プリンタの文字コードについて、JIS78/83を自動判定し、印刷時には自動で置き換えるようになっている。
  - 例えばPC-9800シリーズはJIS78でありEPSONの98互換機はJIS83をもとに拡張・置換したものになっていた（EPSON互換機は後年文字コードの切り替えが可能となった）。また、プリンタは各社により採用したコードがまちまちであった。
- この「新松」からビットマップ画像を処理するグラフィックソフト「鶴」が同梱されるようになる。
  - ユーザインターフェイスは、MacintoshのMacPaintに近い。Macintoshにハマった開発者によるものとされる。
  - 小売店で配布されていたパンフレットには、山東京伝の黄表紙をモチーフにデザインされていたが、「鶴」によりグラフィックが扱えることをアピールしたものとなっている。
- ユーティリティディスクには、MS-DOS版N88-BASIC(86)から「松茸」を制御するサンプルプログラムが公開されていた（当時のMS-DOS版N88-BASIC(86)は、NEC製の日本語入力システムしかサポートしていなかった）
- 1988年にはメガソフトから「新松」をパワーアップする「新松ターボキット」が発売。また「新松」が日経新製品賞を受賞する。
- 1989年、「98NOTE」が発売されたため「新松」のカスタマイズ機能によりノートパソコンのモノクロ液晶でも視認性を高めた「n松」を98NOTE発売日に同時発売（3万8000円）。
  - 初回版キャンペーンとして、名刺管理ソフトの「桐アドレス」「ゴルフゲーム」が付属した。なお、「鶴」・ファイル管理・辞書管理・ロゴ編集など補助機能の一部は「新松」から削除されており、「n松システムUPキット」として別売（2万円）された。
- PC-9800シリーズと互換性のないPC-98LT用に移植した「新松LT」も発売されていた。

### 松ver.5
- 1991年、「新松」の改良版を「松ver.5」として発売。
  - 初期メニューがグラフィックを用いて見た目が派手になった。メニュー項目はテンキーの配置とも対応していた。
  - カットアンドペーストが不評であったため、「移動」コマンドが復活する。
  - カスタマイズ機能がメニューで指定できるようになった。
  - 他に索引・目次作成機能の使い勝手を改善した。
  - 線画描画機能・表計算機能も追加された。
  - パンフレットなどの宣伝文句は「ちょっとDTP気分」であった。

### 松ver.6
- 1992年、「松ver.6」を発売。大幅な機能強化ではなく、松ver.5の使い勝手などをかなり改善したものとなった。
  - パンフレットやパッケージの宣伝文句は「むずかしいこと さらさらと!!」であった。
  - 表計算機能では、Lotus 1-2-3形式のデータファイル（拡張子WJ2）を直接取り込めるよう改善された。
- 1993年、「松ver.6」のDOS/V版を発売。
  - 「V-Text」環境（800×600ドットのみ）をサポートした（要：IBM DOS/V Extension（ただし互換ドライバでも動作することがある））。
  - V-Text環境を実現するためには空きコンベンショナル・メモリに570〜600KB程度要求する。
  - 800×600ドット環境で「鶴」を動作させる場合は、さらに空きコンベンショナル・メモリが必要となる。
  - 「桐 ver.5」に同梱された「松茸」は、IBMのPC-DOS/Vで標準のIAS対応版と、マイクロソフトのMS-DOS/Vで標準のKKCFUNC.SYS対応版が同梱されたが、その前に発売された「松ver.6」のDOS/V版は、IAS対応版のみ用意されており、「桐」に同梱されたKKCFUNC.SYS対応版での使用はサポート対象外であった。
  - 初期メニューは、PC-98版がテンキー配列を模していたのに対し、DOS/V版はノートパソコン等での利用に考慮し、アルファベットキー部分で操作できるよう改められている。
- その後、「松」としては、「Microsoft Windows」への対応は行われず、後継バージョンも発売されなかった。実質、これが「松」としては、最後のバージョンとなった。

### 松風
- 1997年に「松風」（仮称）をWindows版軽量ワープロソフトとして月刊アスキーにてβ版を配布。その後オンライン配布開始、後にシェアウェアとなった。
- データフォーマットはテキストファイルで、マークアップ言語にて書式などが記述されており、HTMLに極めて近い。
- この製品はDOS版の「松」シリーズとは文書レベルの互換性に乏しく機能も限定されたため、ごくマイナーなソフトウェアに留まり、ワープロソフト市場に影響を与えることはなかった。最新版としては2003年11月にver.4がリリースされたが、2006年11月30日には松風のライセンスも販売終了（ver.4.09が最終版）した。

## 他社のワードプロセッサソフトとの違い
- 管理工学研究所は先述の通り初代PC-9801の開発に関わっていたため、PC-9801をターゲットに開発していた。特にPC-98アーキテクチャに熟知していた為、松は同業他社に比べ軽快に動作した。後に他社製ワープロソフトではC言語で開発されるものも増えるが、「松」は一貫してアセンブリ言語で開発された点もこれに寄与している。これには同社の開発者がスピード狂であったことも要因とされる[7]。
- 多くのワープロソフトでは、起動直後に編集画面に遷移するが、「松」は起動すると初期起動メニュー（ワープロ機器と同様の初期メニュー）に遷移する。
- ファンクション・キーを使って機能を選択する。PC-9801のキーボードはファンクションキーが5個連続して1ブロックになっており、この5個という数が端と中央のキーを覚えやすくできていた。ファンクションキーで機能を選択するという方法は、管理工学研究所のソフトウェア「桐」などに踏襲されている。
- プリンタにネイティブに対応するためプリンタドライバが充実していた。ただし飾り文字などもプリンタの能力に依存するため、別のプリンタで印刷すると意図した印字ができないことがある。
- 「新松」以降「カスタマイズ」「目次・索引作成」「マクロ」など他社製ワープロソフトに先んじて実装した。
- 「新松」以降は松茸が無くても起動する。
- ある出版社では「松」形式のファイルで入稿を行っていた。日本語組版システム「Edian」が管理工学研究所開発のため「松」で編集作業すると作業効率も良かったとされている。
- 「松」の文書ファイルの拡張子は一貫して「BUN」である。

なお、「『超』整理法 - 情報検索と発想の新システム」（野口悠紀雄 中央公論社 1993年 ISBN 4121011597）の中で「松」が大きく取り上げられていたが、これは文書の読込の際のファイラ画面に特徴があるためである。「松」ではファイル読込時のファイラ画面で「松」の文書ファイル（表題を付けずに保存したもの）やテキストファイルの冒頭を表示することができたが、「超」整理法ではこの点を評価したものである。この機能は「松風」（仮称）にも引き継がれた。

## 「松茸」
「松」のかな漢字変換機能を独立させた日本語入力フロントプロセッサが「松茸」である。独立のきっかけは、管理工学研究所がLotus 1-2-3の日本語化を請け負う際、「松」のかな漢字変換をMS-DOSのデバイスドライバ化したため。デバイスドライバ化作業自体は1週間程度で完了したという。
「松茸」は他の日本語入力システムと大きく違う点として文法解析などを最低限にし、構文解析の高度化よりも人的な判断に任せる方針で文法解析を一切せず名詞だけで変換する「複合語変換」を採用した。ただし、ビジネスで頻繁に使われる言葉を例外的に変換するようにした。
複雑な文法解析を止めた理由として、「文章はクセが出るので、よく使う単語は決まってくる。名詞だけの羅列として変換する方が、複雑な解析で変な文章に変換されてしまうよりは速く入力できる」ことから。この意図を理解したユーザーの一部は、「辞書を鍛える」「辞書を調教する」ことがあった。なお競合他社のジャストシステムの「ATOK」などでは「スペースバー」は「変換」に割り当てられ、これが一般的になったが、「松茸」は「文節を切る」意図を示す「空白」が割り当てられており「XFER（変換）」キーで変換する（松茸V2のEMS対応バージョン以降はスペースバーで変換することも可能になっている）。
- 開発元の管理工学研究所非公認ではあったがユーザーで文法書ファイル等を改造し日経MIXなどで公開されることがあった。
- また、メガソフトのエディタ「MIFES」に「松茸」のサブセットがバンドルされている時期があった。

「松茸」は「松」のみならず同社の「桐」にも付属したため「松」の開発終了後も使用され、Windows対応版も開発、Windows 98/NT4.0まで対応した版が出された。このバージョンは、2013年発売の「桐9s 2014」までバンドルされていたが、2014年発売の「桐10」からは削除されている。

### バージョン
- 1986年 - 「松86」開発の際、「松」の日本語入力システムを松から分離しデバイスドライバ化する。「松茸86」と名付けられる。「松」のほか「Lotus 1-2-3」の日本語版にもバンドルされた。
- 1987年 - 「新松」バージョンアップ時に松茸もver.2にバージョンアップされる。
- 1991年 - 「松ver.5」バージョンアップされると同時に松茸もver.3にバージョンアップ。拡張ドライバが用意され、「部首引き」「コード表」「実数電卓」「ローマ字カスタマイズ」などが提供された。
- 1995年 - 「桐ver.5」発売に伴い、DOS/V版についてはPC-DOS/VだけでなくMS-DOS/Vでの動作にも対応するため、「$IAS.SYS」対応版に加えて「KKCFUNC.SYS」対応版が追加されている。
- 1997年 - 「桐ver.6」の開発途上版「七夕版」で「松茸ver.4 七夕版」が配布される。同年「桐ver.6」発売と共に「松茸ver.4」を桐にバンドルする。
- 1998年 - 「桐ver.7」発売。「松茸ver.4」からは変更はない。
  - 「桐ver.7」のCD-ROMに、「一括登録用辞書データ『松茸の素』第3版」（シェアウェア）が同梱された。
- 1998年 - 「松茸ver.4.1」をシェアウェアで発売開始。
- 1999年 - 「桐ver.8」で「松茸ver.4.1 SP1」が提供される。Windows版はこれが最終版。
  - 増田忠士による「チョイ入力法」をローマ字カスタマイズでサポートした。テンキーを携帯電話に見立てたカスタマイズファイルも同梱。
- 2000年 - 増田式キーボード学習法準拠練習ソフト「松打」を発売。「松茸ver.4.1 SP1」を同梱した。
- 2002年 - Symbian OSに関する業務提携に伴い、Symbian OSへの「松茸」移植開始。
- 2006年 - NTTドコモのビジネス向け端末「FOMA M1000」用Bluetoothキーボード「RBK-1000BT」で「モバイル松茸」がバンドルされる。
- 2008年 - 海外邦人向けにノキア製携帯電話の日本語化プラグイン「+J for S60」を発売。「松茸 for S60」をバンドルしている。
- 2013年 - 「桐9s」発売。このバージョンまでWindows版の「松茸ver.4.1 SP1」が同梱された。
- 2014年 - 「桐10」発売。これをもって、「松茸」のWindows版は同梱されなくなった。

## 名前の由来
松という名はいわゆる松竹梅の上のものと言うことから。なお、「松」の前身の「日本語ワードプロセッサ」のコードネームは「竹」だった。「松」発売以降、管理工学研究所のソフトはこれと花札がらみの名を持つことが多かった。例えば「新松」以降、「鶴」というペイント系のグラフィック作成ソフトが付属しているが、この名は花札の絵柄にもある「松に鶴」の意匠に基づく。また、同社のもう一つのヒット作である桐は松桐坊主からの名である。「松」の日本語変換部分は「松茸」で、これは松の根元に出てくることからの命名である。

## その他
- 柳瀬尚紀が邦訳した「フィネガンズ・ウェイク」（著：ジェイムズ・ジョイス）の翻訳作業では「新松」を用いたとされる。
- 一般には公開されなかったが、J-3100版、音声対応の「松」もあった。
- NECのUNIXワークステーションEWS4800上で動作する「松」もある。但しこれは松そのものを移植したのではなく、バイナリコンパイルという技術で松のバイナリコードをEWS4800のネイティブコードに変換したものである。
- 松ver.5には付録として風呂敷が付いていた。
- 桐ver.5ではチャイルドプロセスとして「松ver.6」を起動できる。なお、「新松」もチャイルドプロセスとして「蘭」（通信ソフト）を起動できた。
- 「松ver.6」を現在のWindowsマシンで使う場合は、PC-98版はシェアウェアのエミュレータ「Anex86」上で正常動作する。フリーウェアの「ねこープロジェクトII」は精細モードで用いるBIOS(int 18h)に現状不具合があるが、実機と正しい挙動に修正すれば正常に動作する（有志により修正されたバージョンも存在する）。その他のエミュレータではBIOS(int 18h)の挙動が実機と異なるため精細モードで正常動作しない。DOS/V版は「Microsoft Virtual PC」などにより動作することができる。

## 関係書籍
- 石田晴久、木村泉、安田寿明 編『ワープロと日本語処理』共立出版〈bit別冊〉、1985年。ISBN 978-4320022775。 - 管理工学研究所も「松」について投稿している。
- 酒井昭伸、K3ユーザーズグループ 編『松が好きっ！ : K3ソフトウェア大研究』早川書房、1989年。ISBN 978-4152033925。
- 酒井昭伸、K3ユーザーズグループ 編『やっぱり松が好きっ！ : 楽しいワープロ便利帖 松Ver.5』技術評論社、1991年。ISBN 978-4874084731。
- 220研究会『ThinkPad 220』エヌジェーケーテクノ・システム、1994年。ISBN 978-4871932776。 - IBMのノートパソコンThinkPad 220の活用本だが松Ver.6体験版が付属。書籍中では松の使い方解説がかなりの項を占める。